# Burg Derneck

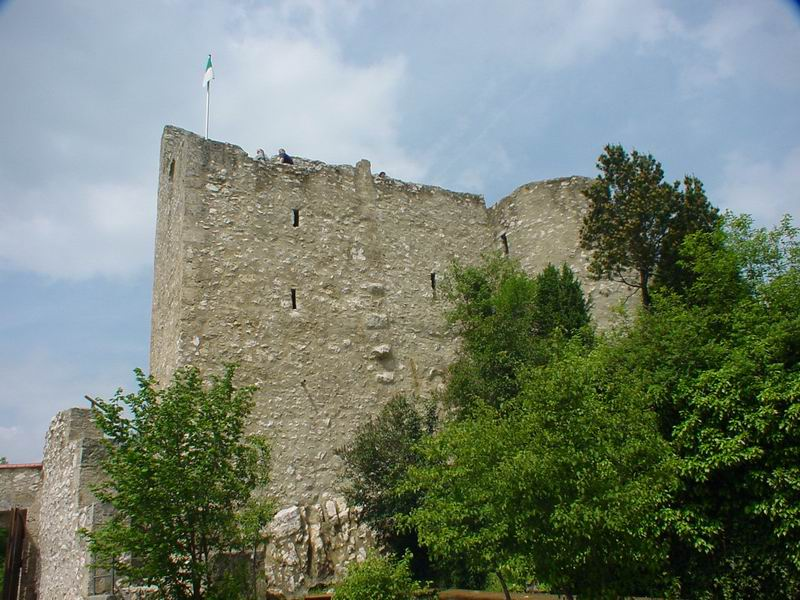
Burg Derneck, Hofseite der Schildmauer

Burg Derneck, auch Degeneck genannt, ist eine Burg bei Münzdorf, einem Ortsteil der Stadt Hayingen, im Landkreis Reutlingen in Baden-Württemberg. Es handelt sich um eine Schildmauerburg in Spornlage aus dem 14. Jahrhundert.

## Lage
Man erreicht die Spornburg auf 655 m ü. NN mit dem Auto, wenn man vom Lautertal aus nach Münzdorf fährt, nach 700 Meter auf ausgeschilderter Straße bis zum Wanderparkplatz beim Forsthaus (ehem. Pflanzenschule) fährt; von dort aus sind es noch 500 Meter Fußweg.
Unmittelbar südlich der Burg Derneck befindet sich eine weitere Burgstelle auf dem etwa 330 Meter entfernten Kapf oder Käpfle, die Burg Weiler.

## Geschichte
Die Burg wurde um 1350 durch Degenhard von Gundelfingen, einem Angehörigen des regional bedeutsamen Adelsgeschlechtes errichtet. In der ersten Bauphase entstand die auch heute noch baubestimmende Schildmauer mit nordwestlich integriertem Wehrturm. In einer späteren Erweiterungsphase wurden Schildmauer und Turm zu einem wohnturmartigen „Steinhaus“ ausgebaut.
Nach dem Aussterben der Gundelfinger von Derneck 1546 hatte die Burg verschiedene Besitzer, bis sie 1768 durch das Haus Fürstenberg gekauft wurde. Diese errichteten die übrigen heute noch vorhandenen Gebäude. 1828 gelangte die Burg an Württemberg. Bis 1965 wurde sie als Forstwohnung genutzt.
1967/1968 wurden umfangreiche Instandsetzungsarbeiten und ein Umbau zu einem Wanderheim des Schwäbischen Albvereins durchgeführt.

## Heutige Nutzung

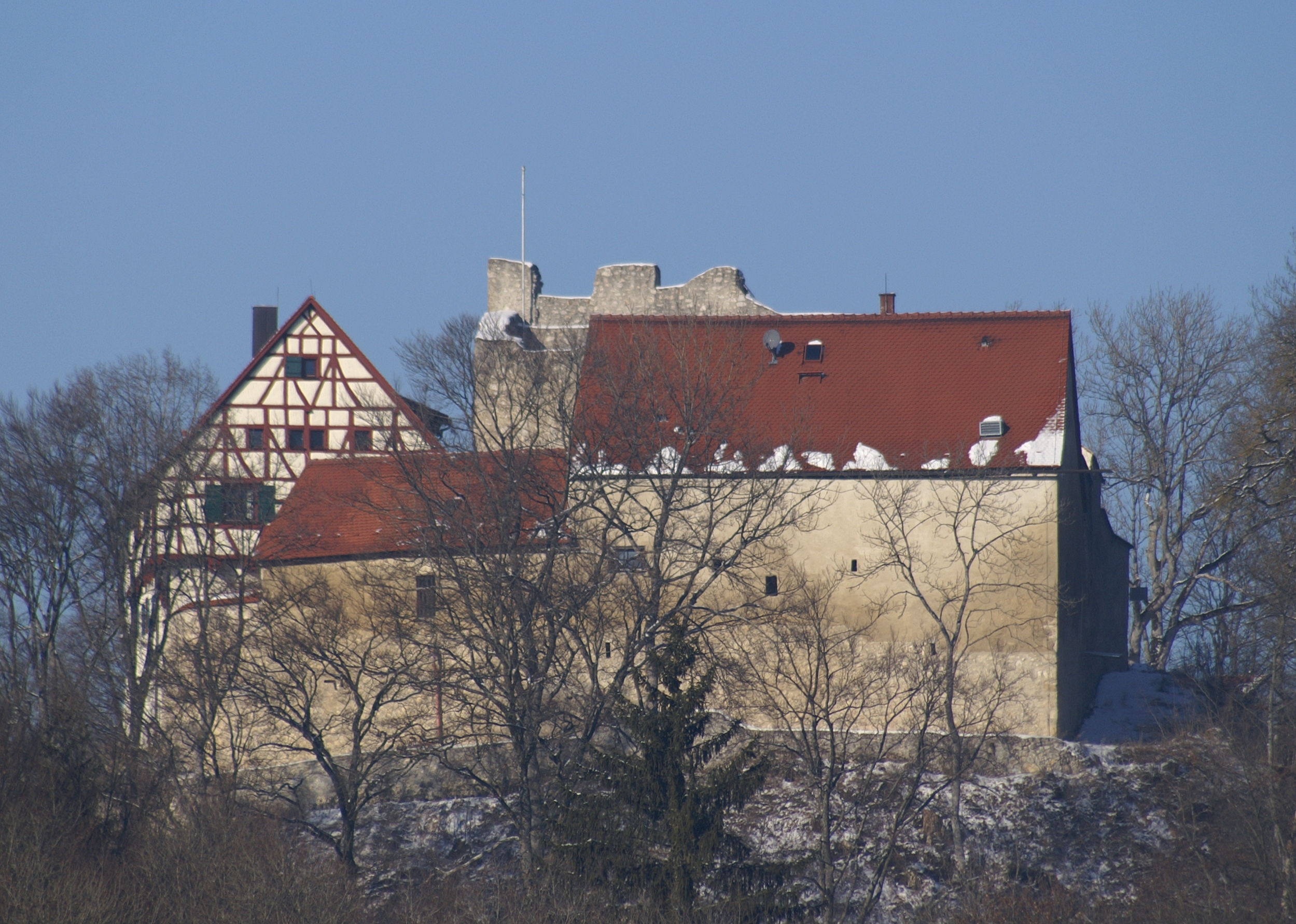
Burg Derneck, Ansicht von Osten

Die Burg ist frei zugänglich und beherbergt einen kleinen Gastronomiebetrieb („Burgschänke“) und ein Wanderheim des Schwäbischen Albvereins mit 41 Übernachtungsplätzen.